# Rikidōzan
Rikidōzan  (力道山?), pseudonimo di Mitsuhiro Momota (百田 光浩?; Hamgyŏng Meridionale, 14 novembre 1924 – Tokyo, 15 dicembre 1963), è stato un wrestler e attore giapponese, considerato il "padre del puroresu".

## Biografia

### La famiglia
Kim Sin-rak (김신락) nacque nel Hamgyŏng Meridionale, in Corea del Nord, il 14 novembre 1924, durante la dominazione imperiale giapponese. Era l'ultimo figlio di Kim Soktee, in origine un maestro cinese di feng shui e in seguito proprietario di un'azienda agricola coreana dalla notevole tradizione confuciana, e di sua moglie Chon Gi. Quando il padre si ammalò, mentre a lui toccava prendersi cura del genitore a casa, la vita della famiglia venne sostenuta dalla madre e dai fratelli maggiori, impegnati in agricoltura. Il padre morì nel 1939.
Fu adottato dalla famiglia Momota di Nagasaki, acquisendone il cognome e assumendo il nome giapponese di Mitsuhiro. Per tutta la sua vita nascose le sue origini coreane, presentandosi come giapponese e facendosi annunciare come proveniente da Ōmura, nella prefettura di Nagasaki, anche per evitare il pregiudizio discriminatorio verso i coreani che caratterizza parte della società giapponese. Solo dopo la sua morte emerse la verità in merito.

### Nel sumo

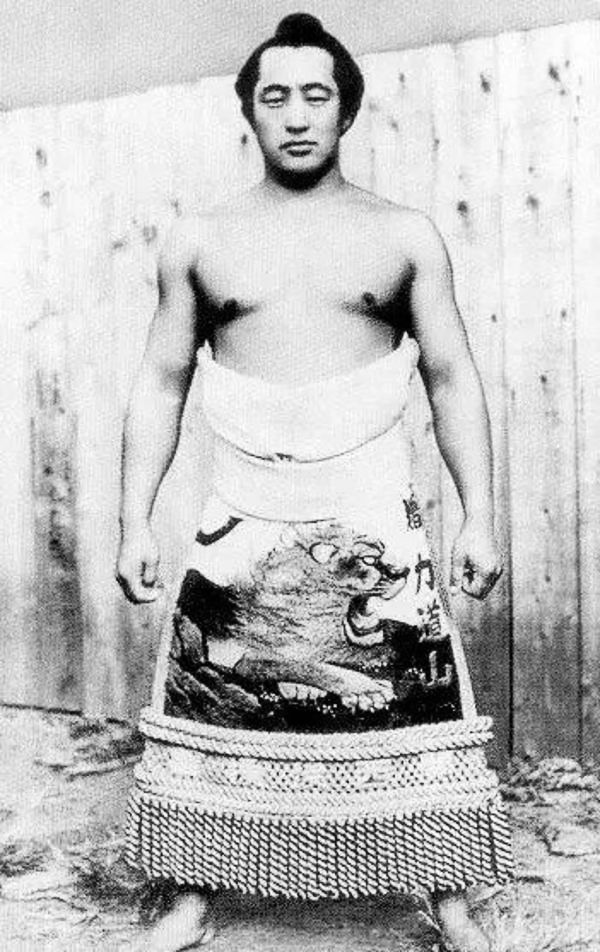
Rikidōzan come sekiwake nel 1949.

Nel giugno 1938, all'età di 14 anni, partecipò a un torneo locale di Ssirŭm, il sumo coreano, vincendo il terzo premio. Dopo un periodo di addestramento, divenne un lottatore di sumo e, avendo debuttato nel maggio 1940, assunse lo shikona di Rikidōzan, che mantenne anche come pro-wrestler. Il 5 giugno 1943, insieme ad altri lottatori di sumo, prese parte al funerale nazionale dell'ammiraglio Isoroku Yamamoto.
Riuscì a diventare sekiwake e a competere per il titolo di yokozuna nel giugno 1947, arrivando secondo in un torneo appositamente organizzato per nominare il nuovo yokozuna, ossia il lottatore più forte dell'intero panorama del sumo. Si ritirò nel 1950 avendo un rapporto vittorie-sconfitte di 135-82 ed avendo partecipato a 23 tornei. Lo fece ufficialmente per via di problemi finanziari, ma in realtà molte voci sostengono che la vera ragione era l'inasprirsi della discriminazione verso i coreani.

### Nel puroresu
Debuttò il 28 ottobre 1951 come pro-wrestler, con un pareggio per time limit contro Bobby Bruns. Molti sono i motivi che gli permisero di ottenere un successo straordinario, al di là delle sue indubbie qualità sul ring e della sua capacità di sposare perfettamente pensiero nazionalista giapponese con il carisma necessario a coinvolgere pubblici molto vasti. Sicuramente fu aiutato dal periodo storico. Si era appena conclusa la seconda guerra mondiale e i giapponesi erano stati messi in ginocchio dagli americani. Lo spirito del popolo giapponese era stato letteralmente spezzato e vi era bisogno di una figura che si ergesse come simbolo della loro rivalsa.
Questa figura si concretizzò proprio in Rikidōzan, che sul ring affrontava e sconfiggeva uno dopo l'altro i migliori atleti americani. Nel turbolento dopoguerra, orgoglioso di sé stesso come cittadino imperiale giapponese e caduto nella disperazione più profonda quando il Giappone fu sconfitto, fu il secondo uomo più famoso dopo l'imperatore. Lo spettacolo veniva creato alla perfezione sul quadrato, dove gli americani si comportavano da sleali approfittatori, mentre Rikidōzan incarnava il puro spirito del Sol levante, fatto di forza di volontà, resistenza, ardore (burning spirit), caratteristiche che ancora oggi identificano il puroresu tradizionale, termine con cui si identifica il wrestling giapponese.
Viene unanimemente considerato il "padre del puroresu". Si guadagnò tale riconoscimento fondando il 30 luglio 1953 la Japan Pro-Wrestling Association, la prima stabile, continuativa ed importante federazione maschile di wrestling in Giappone, la quale avrebbe dominato la scena nazionale sino al 14 aprile 1973, quando sarebbe fallita a seguito della nascita della New Japan Pro-Wrestling e della All Japan Pro Wrestling nel 1972.
L'enorme fama di Rikidōzan superò i confini del Giappone nel 1958, quando sconfisse Lou Thesz in persona per il titolo NWA International Heavyweight. Il rapporto tra i due era di enorme rispetto e collaborarono per l'intera durata della carriera del giapponese, che non a caso era una presenza costante in NWA. Si racconta che Thesz credeva così tanto in Rikidōzan da scegliere di sacrificare la sua stessa reputazione per metterlo over e fargli ottenere l'attenzione che meritava. Fu il face di punta della JWA sino alla sua morte nel 1963, dominando la categoria da singolo con la conquista dei titoli dei pesi massimi giapponese, asiatico ed internazionale (che deteneva ancora al momento della sua morte) e la categoria di coppia vincendo più volte, soprattutto con Toyonobori i titoli di coppia giapponesi e asiatici.
Si distinse affrontando e battendo numerosi lottatori stranieri di grande calibro, presentandosi come difensore dell'onore giapponese: questi suoi incontri sono ancora tra i programmi più visti della storia televisiva giapponese essendo avvenuti in un momento in cui l'orgoglio nazionale, a seguito della guerra mondiale e dell'occupazione americana, era ferito e si sentiva il bisogno di ripristinarlo. Si distinse anche come allenatore di future leggende del puroresu come Giant Baba, Antonio Inoki e Kintaro Ohki. Questi, dopo la sua morte, si divisero ognuno nell'obiettivo di portare avanti quello, che secondo loro, era il sogno del maestro: il primo e il secondo fondarono le loro federazioni, mentre solo il terzo restò alla guida della Japan Pro-Wrestling Association. L'intera storia del wrestling giapponese parte da Rikidōzan, che è come il capostipite di un gigantesco albero genealogico, la cui tradizione è ancora oggi fortissima.

### Il successo economico e la morte

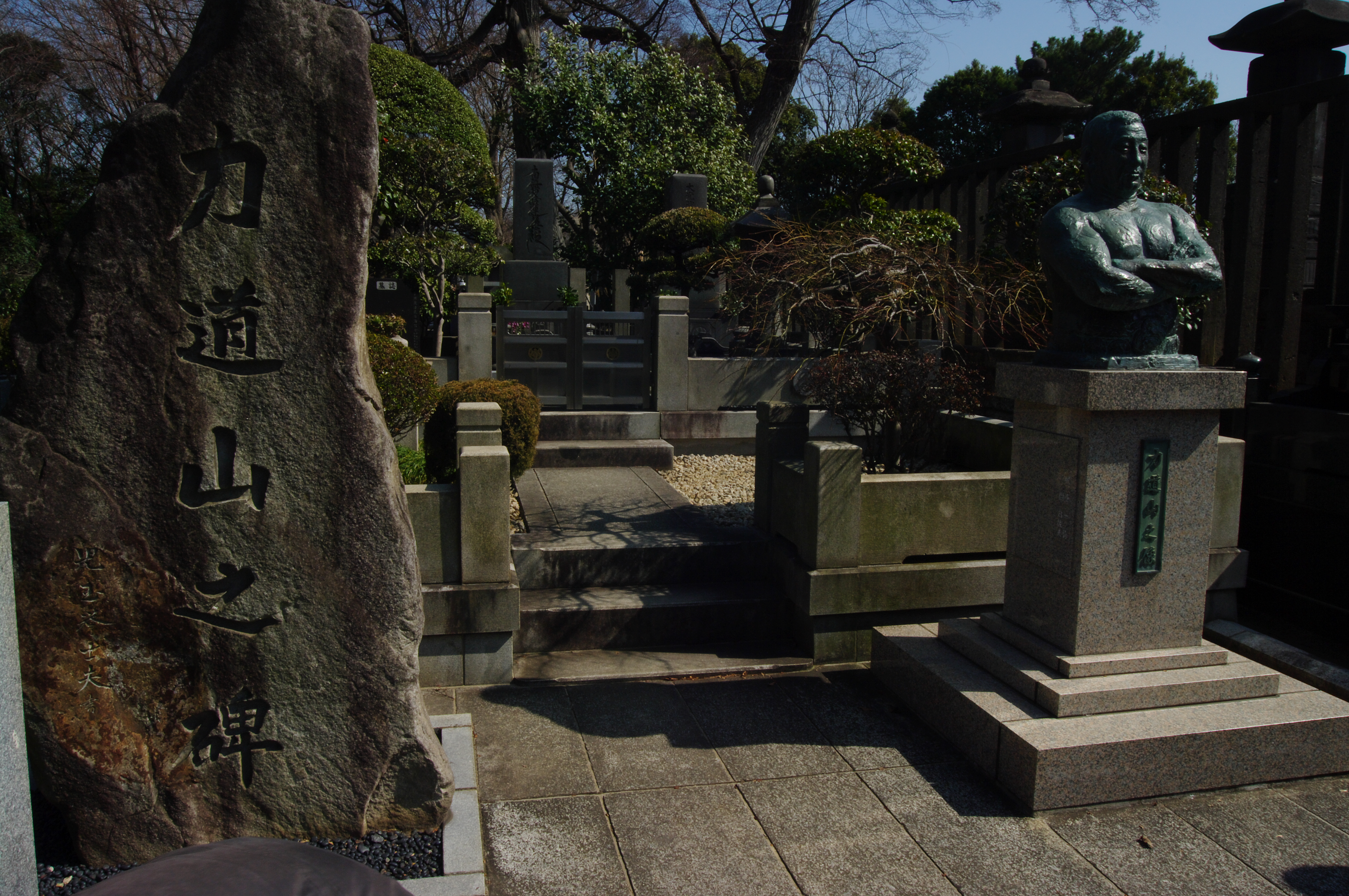
La tomba al tempio Ikegami Honmon-ji.

Avendo abbandonato il sumo per ragioni economiche, si rifece nel wrestling: il successo che ebbe fu eclatante e divenne proprietario di numerosi alberghi, locali notturni, appartamenti e federazioni di pugilato. All'apice delle sue fortune mediatiche ed economiche venne accoltellato da Katsushi Murata, uno sgherro della mafia giapponese, la quale, come si è presunto, non doveva essere estranea al suo successo e, probabilmente, aveva nei suoi confronti un credito da lui non pagato. Morì per un'infezione derivante dalla presenza di urina sulla lama del coltello.
Per il puroresu, la morte di Rikidōzan ebbe conseguenze quasi devastanti. I fan giapponesi avevano supposto che il wrestling fosse reale, ma con la scoperta dei rapporti di Rikidōzan con la yakuza, divenne noto che era solo un dato di fatto e molti di loro si allontanarono da esso. Solo i suoi studenti Giant Baba e Antonio Inoki, rispettivamente il numero uno e il numero due, furono in grado di salvare nuovamente il puroresu.

## Personaggio

### Mosse finali
- Mongolian chop
- Piledriver

## Titoli e riconoscimenti
- Japan Pro-Wrestling Association
  - All Asia Tag Team Championship (4) – con Toyonobori
  - JWA All Japan Tag Team Championship (1) - con Toyonobori
  - NWA International Heavyweight Championship (1)
  - Japanese Heavyweight Championship (1)
  - World Big League (5)

- Mid-Pacific Promotions
  - NWA Hawaii Tag Team Championship (3) – con Bobby Bruns (1), Azumafuji (1) e Kōkichi Endō (1)

- National Wrestling Alliance
  - NWA Hall of Fame (Classe del 2011)[5]

- NWA San Francisco
  - NWA Pacific Coast Tag Team Championship (San Francisco version) (1) – con Dennis Clary
  - NWA World Tag Team Championship (San Francisco version) (1) – con Kōkichi Endō

- North American Wrestling Alliance
  - NAWA World Heavyweight Championship (1)

- Professional Wrestling Hall of Fame and Museum
  - (Classe del 2006)
- Puroresu Hall of Fame
  - Classe del 1996[6]
- Wrestling Observer Newsletter awards
  - Wrestling Observer Newsletter Hall of Fame (Classe del 1996)

## Nella cultura di massa
- Rikidōzan apparve in ventinove film[7], inclusi: Otsukisama ni wa warui kedo (お月様には悪いけど?) (1954), Yagate aozora (やがて青空?) (1955) e Rikidōzan monogatari dotō no otoko (力道山物語 怒濤の男?) (1955).
- Nel 2004, è uscito il film biografico sudcoreano Rikidōzan, che racconta la vita del pro-wrestler, con Sol Kyung-gu nella parte del protagonista.
- Rikidōzan compare in diversi manga di Ikki Kajiwara: Champion Futoshi, L'Uomo Tigre, Giant Typhoon, Pro Wrestling Superstar Retsuden e Otoko no Seiza.